# Oxyartes cresphontes
Oxyartes cresphontes är en insektsart som först beskrevs av John Obadiah Westwood 1859.  Oxyartes cresphontes ingår i släktet Oxyartes och familjen Diapheromeridae. Inga underarter finns listade i Catalogue of Life.